# Aish HaTorah
Aish HaTorah (en hebreu: אש התורה) és una organització jueva i una ieixivà ortodoxa situada a la ciutat de Jerusalem.

## Història
La ieixivà Aish HaTorah va ser establerta a Jerusalem pel Rabí Noah Weinberg el 1974, després que aquest abandonés la ieixivà Ohr Somayach, de la qual havia estat cofundador anteriorment. L'organització treballa per involucrar als joves jueus en l'estudi i el descobriment del seu patrimoni. L'organització s'ha expandit pel món i actualment ofereix cursos educatius per a joves adults.

## Filosofia
Aish HaTorah segueix la tradició de les ieixives lituanes de l'Europa Oriental. El Rabí Weinberg va estudiar en una ieixivà lituana, encara que era el net d'un rabí hassídic. Els seus ensenyaments religiosos reflecteixen la influència de totes dues corrents del judaisme. Aish HaTorah es descriu a si mateixa com una organització pro-israeliana, i anima al poble jueu a visitar Israel i a connectar-se amb la terra i amb la seva història. La missió declarada de l'organització és "oferir als jueus de tots els orígens l'oportunitat de descobrir el seu patrimoni". Aish HaTorah és una organització ortodoxa. Els líders de l'organització han declarat que s'oposen a la retirada dels colons israelians de Judea i Samaria.

## Nom
El nom Aish HaTorah significa literalment: "El Foc de la Torà", aquest nom està basat en la història talmúdica del Rabí Akiva, un pastor analfabet de 40 anys, que posteriorment va esdevenir el savi més famós de la Mixnà.

## Programes
Aish HaTorah té diverses sucursals a l'estranger, ofereix seminaris, esdeveniments individuals, grups d'aprenentatge i programes d'estudi durant les vacances. A la ciutat de Jerusalem, la ieixivà ofereix classes per a principiants i programes d'estudi intensius a temps complet per a homes i dones jueus de tots els orígens i amb diversos nivells de coneixement. L'organització té un campus modern i un terrat amb vistes al Mont del Temple. També disposa d'un teatre que ofereix representacions dramàtiques. En 2013 es va inaugurar un centre sobre la història jueva, que va ser dissenyat per acollir 300.000 visitants a l'any. Aish HaTorah manté un seminari sobre la història i la filosofia del poble jueu.